# Мајкл Свифт (пливач)
Мајкл Свифт (енгл. Michael Swift; 1. април 2000) малавијски је пливач чија специјалност су спринтерске трке слободним и делфин стилом.

## Спортска каријера
Први званични наступ на међународној сцени имао је као шеснаестогодишњак, на светском првенству у малим базенима у Виндзору 2016. године. Потом је наредне три године наступао углавном на мањим пливачким митинзима, а на велику сцену се вратио на светском првенству у великим базенима у корејском Квангџуу 2019. године. У Квангџуу је Свифт пливао у квалификацијама на 50 делфин (85) и 100 слободно (115. место).